# Esther Hoffenberg
Pour les articles homonymes, voir Hoffenberg.
Esther Hoffenberg est une réalisatrice et productrice française de films documentaires, née le  27 août 1950.

## Réalisations
En 1980, elle coréalise et coproduit Comme si c'était hier en collaboration avec Myriam Abramowicz. Premier film à s'intéresser aux justes et au sort des enfants cachés en Belgique, il reçoit le Red Ribbon Award à l'American Film Festival, une mention spéciale du Prix Femina belge et sort en salle à New York, Bruxelles et Paris.
En 2005, après une carrière établie en tant que productrice, elle revient à la réalisation avec un film très personnel, Les deux vies d'Eva, reliant la fragilité psychique de sa mère, Eva à la violence de la guerre en Europe. Produit par Yaël Fogiel, Les Films du Poisson et Arte France, le film obtient le Prix du Patrimoine au Cinéma du réel de 2005 ainsi que le Prix des Escales Documentaires du Festival de La Rochelle.
En 2007, Esther Hoffenberg réalise Discorama, Signé Glaser produit par l'INA, diffusé sur France 3. Ce film s'intéresse à l'émission phare Discorama des années 1960-1970. La personnalité et les interviews légendaires de Denise Glaser ont fait découvrir au grand public de futures stars comme Barbara, Serge Gainsbourg, Dick Annegarn, Véronique Sanson, ou encore Michel Polnareff. 
En 2009, Esther Hoffenberg réalise Au pays du nucléaire. Ce film est le fruit d'une enquête approfondie sur tous les sites nucléaires concentrés à La Hague, notamment sur la question de l’irréversibilité. Par un parti pris ethnographique, le film nous fait approcher un ensemble de sujets de société brûlants (la toute-puissance d’une mono-industrie, le rôle essentiel des associations, le désarroi d’une population « éduquée » par les communicants de l’industrie nucléaire). Le film est diffusé en septembre 2009 sur France 2 (Infrarouge).
La même année, Esther Hoffenberg réalise et produit Récits de Sam. Le film revisite des entretiens intimes, filmés en amateur, avec son père, Sam Hoffenberg, survivant du ghetto de Varsovie et du Camp de Poniatowa. Le film a été diffusé sur France 3 (Libre-Court).
Esther Hoffenberg a réalisé en 2013 un film documentaire sur l'écrivaine Violette Leduc, produit par Les Films du Poisson et Arte-France.

## Films
- Les deux vies d’Eva, 85 min, 2005
- Discorama, signé Glaser, 67 min, 2007
- Au pays du nucléaire, 2009
- Violette Leduc – La chasse à l’amour, 2013
- Bernadette Lafont : et Dieu créa la femme libre, 66 min, 2016